# Saison 2019-2020 des Raptors de Toronto
La saison 2019-2020 des Raptors de Toronto est la 25e saison de la franchise en NBA.
L'équipe entre dans la saison régulière, en tant que champion en titre, à la suite de leur finale remportée contre les Warriors de Golden State. Kawhi Leonard, MVP des Finales et leader de l'équipe la saison précédente, ne renouvelle pas son contrat au sein de la franchise canadienne durant l'intersaison.
Deux joueurs de l'équipe, Kyle Lowry et Pascal Siakam, sont sélectionnés pour le NBA All-Star Game 2020. Les Raptors se qualifient pour les playoffs le 5 mars 2020 après une victoire à Golden State sur le score de 121 à 113.
La saison a été suspendue par les officiels de la ligue après les matchs du 11 mars  après l'annonce que Rudy Gobert était positif au COVID-19. Le 12 mars 2020, le président de la ligue Adam Silver annonce que le championnat est arrêté pour "au moins 30 jours". La franchise reprend la saison régulière le 31 juillet 2020, à Orlando.
Lors des playoffs, l'équipe ne parvient pas à défendre son titre en raison de son élimination en demi-finale de conférence, contre les Celtics de Boston en sept matchs.
À l'issue de la saison, Nick Nurse est élu NBA Coach of the Year.

## Draft
| Tour | Choix | Joueur          | Poste | Nationalité | Provenance          |
| ---- | ----- | --------------- | ----- | ----------- | ------------------- |
| 2    | 59    | Dewan Hernandez | PF    | États-Unis  | Hurricanes de Miami |

## Matchs

### Summer League
| Summer League Total: 2-3 |

| Match | Date match | Équipe       | Score     | Meilleur marqueur      | Meilleur rebondeur   | Meilleur passeur  | Lieux Spectateurs    | Série |
| ----- | ---------- | ------------ | --------- | ---------------------- | -------------------- | ----------------- | -------------------- | ----- |
| 1     | 7 juillet  | Golden State | D 71-80   | Chris Boucher (22)     | Chris Boucher (13)   | Trois joueurs (3) | Thomas & Mack Center | 0 - 1 |
| 2     | 8 juillet  | San Antonio  | D 90-93   | Jordan Loyd (27)       | Chris Boucher (12)   | Jordan Loyd (7)   | Cox Pavilion         | 0 - 2 |
| 3     | 9 juillet  | New York     | V 85-73   | Chris Boucher (23)     | Dewan Hernandez (11) | Jordan Loyd (7)   | Thomas & Mack Center | 1 - 2 |
| 4     | 11 juillet | Indiana      | V 94-79   | Dewan Hernandez (18)   | Richard Solomon (10) | Jordan Loyd (6)   | Cox Pavilion         | 2 - 2 |
| 5     | 12 juillet | Philadelphie | D 102-108 | Lindell Wigginton (26) | Terence Davis (8)    | Terence Davis (7) | Cox Pavilion         | 2 - 3 |

### Pré-saison
| Pré-saison Total: 2-2 (Domicile : 1-2; Extérieur : 1-0) |

| Match | Date match | Équipe     | Score     | Meilleur marqueur  | Meilleur rebondeur   | Meilleur passeur    | Lieux               | Série |
| ----- | ---------- | ---------- | --------- | ------------------ | -------------------- | ------------------- | ------------------- | ----- |
| 1     | 7 octobre  | Houston    | V 134-129 | Pascal Siakam (24) | Pascal Siakam (11)   | Davis, VanVleet (5) | Saitama Super Arena | 1 - 0 |
| 2     | 11 octobre | Houston    | D 111-118 | Norman Powell (22) | Serge Ibaka (8)      | Fred VanVleet (10)  | Saitama Super Arena | 1 - 1 |
| 3     | 13 octobre | Chicago    | D 91-105  | OG Anunoby (15)    | Dewan Hernandez (11) | Trois joueurs (4)   | Scotiabank Arena    | 1 - 2 |
| 4     | 18 octobre | @ Brooklyn | V 123-107 | OG Anunoby (18)    | Serge Ibaka (11)     | Fred VanVleet (8)   | Barclays Center     | 2 - 2 |

### Matchs de préparation à Orlando avant la reprise de la saison régulière
| Matchs de préparation Total: 2-1 |

| Match | Date match | Équipe   | Score     | Meilleur marqueur  | Meilleur rebondeur          | Meilleur passeur  | Lieux                | Série |
| ----- | ---------- | -------- | --------- | ------------------ | --------------------------- | ----------------- | -------------------- | ----- |
| 1     | 24 juillet | Houston  | V 94-83   | Serge Ibaka (18)   | Rondae Hollis-Jefferson (8) | Fred VanVleet (7) | AdventHealth Arena   | 1 - 0 |
| 2     | 26 juillet | Portland | V 110-104 | Serge Ibaka (19)   | Chris Boucher (7)           | Trois joueurs (4) | VISA Athletic Center | 2 - 0 |
| 3     | 28 juillet | Phoenix  | D 106-117 | Pascal Siakam (17) | Ibaka, Gasol (9)            | Kyle Lowry (7)    | AdventHealth Arena   | 2 - 1 |

### Saison régulière
| Saison régulière Total: 53-19 (Domicile : 26-10; Extérieur : 27-9) |

| Match | Date match | Équipe              | Score        | Meilleur marqueur     | Meilleur rebondeur | Meilleur passeur    | Lieux            | Série |
| ----- | ---------- | ------------------- | ------------ | --------------------- | ------------------ | ------------------- | ---------------- | ----- |
| 1     | 22 octobre | La Nouvelle-Orléans | 130-122 (OT) | Siakam, VanVleet (34) | Pascal Siakam (18) | Fred VanVleet (7)   | Scotiabank Arena | 1 - 0 |
| 2     | 25 octobre | @ Boston            | D 106-112    | Pascal Siakam (33)    | Trois joueurs (8)  | Kyle Lowry (7)      | TD Garden        | 1 - 1 |
| 3     | 26 octobre | @ Chicago           | V 108-84     | Pascal Siakam (19)    | Marc Gasol (10)    | Kyle Lowry (8)      | United Center    | 2 - 1 |
| 4     | 28 octobre | Orlando             | V 104-95     | Kyle Lowry (26)       | Gasol, Ibaka (10)  | Lowry, VanVleet (6) | Scotiabank Arena | 3 - 1 |
| 5     | 30 octobre | Détroit             | V 125-113    | Pascal Siakam (30)    | OG Anunoby (8)     | Fred VanVleet (11)  | Scotiabank Arena | 4 - 1 |

| Match | Date match  | Équipe                | Score     | Meilleur marqueur  | Meilleur rebondeur           | Meilleur passeur     | Lieux                    | Série  |
| ----- | ----------- | --------------------- | --------- | ------------------ | ---------------------------- | -------------------- | ------------------------ | ------ |
| 6     | 2 novembre  | @ Milwaukee           | D 105-115 | Kyle Lowry (36)    | Marc Gasol (12)              | Fred VanVleet (7)    | Fiserv Forum             | 4 - 2  |
| 7     | 6 novembre  | Sacramento            | V 124-120 | Kyle Lowry (24)    | Pascal Siakam (13)           | Kyle Lowry (6)       | Scotiabank Arena         | 5 - 2  |
| 8     | 8 novembre  | @ La Nouvelle-Orléans | V 122-104 | Pascal Siakam (44) | Pascal Siakam (10)           | Fred VanVleet (11)   | Smoothie King Center     | 6 - 2  |
| 9     | 10 novembre | @ L.A. Lakers         | V 113-104 | Pascal Siakam (24) | Pascal Siakam (11)           | Fred VanVleet (10)   | Staples Center           | 7 - 2  |
| 10    | 11 novembre | @ L.A. Clippers       | D 88-98   | Pascal Siakam (16) | Pascal Siakam (10)           | Fred VanVleet (8)    | Staples Center           | 7 - 3  |
| 11    | 13 novembre | @ Portland            | V 114-106 | Pascal Siakam (36) | Rondae Hollis-Jefferson (11) | Fred VanVleet (7)    | Moda Center              | 8 - 3  |
| 12    | 16 novembre | @ Dallas              | D 102-110 | Norman Powell (26) | Marc Gasol (9)               | Siakam, VanVleet (7) | American Airlines Center | 8 - 4  |
| 13    | 18 novembre | Charlotte             | V 132-96  | OG Anunoby (24)    | Chris Boucher (11)           | Marc Gasol (9)       | Scotiabank Arena         | 9 - 4  |
| 14    | 20 novembre | Orlando               | V 113-97  | Fred VanVleet (24) | Boucher, Siakam (11)         | Fred VanVleet (7)    | Scotiabank Arena         | 10 - 4 |
| 15    | 23 novembre | @ Atlanta             | V 119-116 | Pascal Siakam (34) | Rondae Hollis-Jefferson (9)  | Fred VanVleet (9)    | State Farm Arena         | 11 - 4 |
| 16    | 25 novembre | Philadelphie          | V 101-96  | Pascal Siakam (25) | Rondae Hollis-Jefferson (10) | Marc Gasol (9)       | Scotiabank Arena         | 12 - 4 |
| 17    | 27 novembre | New York              | V 126-98  | Pascal Siakam (31) | Anunoby, Boucher (12)        | Terence Davis (5)    | Scotiabank Arena         | 13 - 4 |
| 18    | 28 novembre | @ Orlando             | V 90-83   | Norman Powell (33) | Pascal Siakam (13)           | Pascal Siakam (5)    | Amway Center             | 14 - 4 |

| Match | Date match   | Équipe         | Score          | Meilleur marqueur    | Meilleur rebondeur          | Meilleur passeur   | Lieux                   | Série   |
| ----- | ------------ | -------------- | -------------- | -------------------- | --------------------------- | ------------------ | ----------------------- | ------- |
| 19    | 1er décembre | Utah           | V 130-110      | Pascal Siakam (35)   | Rondae Hollis-Jefferson (6) | Fred VanVleet (11) | Scotiabank Arena        | 15 - 4  |
| 20    | 3 décembre   | Miami          | D 110-121 (OT) | Norman Powell (23)   | Pascal Siakam (12)          | Kyle Lowry (11)    | Scotiabank Arena        | 15 - 5  |
| 21    | 5 décembre   | Houston        | D 109-119      | Pascal Siakam (24)   | Pascal Siakam (9)           | Kyle Lowry (8)     | Scotiabank Arena        | 15 - 6  |
| 22    | 8 décembre   | @ Philadelphie | D 104-110      | Kyle Lowry (26)      | OG Anunoby (10)             | Kyle Lowry (5)     | Wells Fargo Center      | 15 - 7  |
| 23    | 9 décembre   | @ Chicago      | V 93-92        | Pascal Siakam (22)   | Serge Ibaka (14)            | Kyle Lowry (7)     | United Center           | 16 - 7  |
| 24    | 11 décembre  | L.A. Clippers  | D 92-112       | Pascal Siakam (24)   | Marc Gasol (11)             | Gasol, Lowry (6)   | Scotiabank Arena        | 16 - 8  |
| 25    | 14 décembre  | Brooklyn       | V 110-102      | Pascal Siakam (30)   | Marc Gasol (15)             | Kyle Lowry (6)     | Scotiabank Arena        | 17 - 8  |
| 26    | 16 décembre  | Cleveland      | V 133-113      | Pascal Siakam (33)   | OG Anunoby (9)              | Kyle Lowry (11)    | Scotiabank Arena        | 18 - 8  |
| 27    | 18 décembre  | @ Détroit      | V 112-99       | Pascal Siakam (26)   | Serge Ibaka (13)            | Kyle Lowry (10)    | Little Caesars Arena    | 19 - 8  |
| 28    | 20 décembre  | Washington     | V 122-118      | Kyle Lowry (26)      | Serge Ibaka (10)            | Kyle Lowry (9)     | Scotiabank Arena        | 20 - 8  |
| 29    | 22 décembre  | Dallas         | V 110-107      | Kyle Lowry (32)      | Rondae Hollis-Jefferson (9) | Kyle Lowry (10)    | Scotiabank Arena        | 21 - 8  |
| 30    | 23 décembre  | @ Indiana      | D 115-120 (OT) | Kyle Lowry (30)      | OG Anunoby (12)             | Fred VanVleet (11) | Bankers Life Fieldhouse | 21 - 9  |
| 31    | 25 décembre  | Boston         | D 102-118      | Fred VanVleet (27)   | Serge Ibaka (8)             | Kyle Lowry (8)     | Scotiabank Arena        | 21 - 10 |
| 32    | 28 décembre  | @ Boston       | V 113-97       | Kyle Lowry (30)      | Serge Ibaka (10)            | Patrick McCaw (8)  | TD Garden               | 22 - 10 |
| 33    | 29 décembre  | Oklahoma City  | D 97-98        | Lowry, VanVleet (20) | Serge Ibaka (14)            | Fred VanVleet (8)  | Scotiabank Arena        | 22 - 11 |
| 34    | 31 décembre  | Cleveland      | V 117-97       | Kyle Lowry (24)      | Serge Ibaka (10)            | Kyle Lowry (8)     | Scotiabank Arena        | 23 - 11 |

| Match | Date match | Équipe          | Score          | Meilleur marqueur  | Meilleur rebondeur           | Meilleur passeur   | Lieux                      | Série   |
| ----- | ---------- | --------------- | -------------- | ------------------ | ---------------------------- | ------------------ | -------------------------- | ------- |
| 35    | 2 janvier  | @ Miami         | D 76-84        | Serge Ibaka (19)   | OG Anunoby (12)              | Kyle Lowry (8)     | American Airlines Arena    | 23 - 12 |
| 36    | 4 janvier  | @ Brooklyn      | V 121-102      | Fred VanVleet (29) | Serge Ibaka (12)             | Fred VanVleet (11) | Barclays Center            | 24 - 12 |
| 37    | 7 janvier  | Portland        | D 99-101       | Kyle Lowry (24)    | Serge Ibaka (11)             | Kyle Lowry (10)    | Scotiabank Arena           | 24 - 13 |
| 38    | 8 janvier  | @ Charlotte     | V 112-110 (OT) | Davis, Ibaka (23)  | Davis, Ibaka (11)            | Patrick McCaw (11) | Spectrum Center            | 25 - 13 |
| 39    | 12 janvier | San Antonio     | D 104-105      | Serge Ibaka (21)   | Serge Ibaka (14)             | Kyle Lowry (15)    | Scotiabank Arena           | 25 - 14 |
| 40    | 15 janvier | @ Oklahoma City | V 130-121      | Norman Powell (23) | Terence Davis (7)            | Kyle Lowry (8)     | Chesapeake Energy Arena    | 26 - 14 |
| 41    | 17 janvier | Washington      | V 140-111      | Norman Powell (28) | Serge Ibaka (8)              | Kyle Lowry (8)     | Scotiabank Arena           | 27 - 14 |
| 42    | 18 janvier | @ Minnesota     | V 122-112      | Fred VanVleet (29) | Kyle Lowry (7)               | Trois joueurs (4)  | Target Center              | 28 - 14 |
| 43    | 20 janvier | @ Atlanta       | V 122-117      | Norman Powell (27) | Rondae Hollis-Jefferson (10) | Kyle Lowry (7)     | State Farm Arena           | 29 - 14 |
| 44    | 22 janvier | Philadelphie    | V 107-95       | Fred VanVleet (22) | Pascal Siakam (15)           | Fred VanVleet (8)  | Scotiabank Arena           | 30 - 14 |
| 45    | 24 janvier | @ New York      | V 118-112      | Kyle Lowry (26)    | Marc Gasol (9)               | Fred VanVleet (9)  | Madison Square Garden      | 31 - 14 |
| 46    | 26 janvier | @ San Antonio   | V 110-106      | Pascal Siakam (35) | Marc Gasol (12)              | Fred VanVleet (7)  | AT&T Center                | 32 - 14 |
| 47    | 28 janvier | Atlanta         | V 130-114      | Ibaka, Siakam (24) | Serge Ibaka (10)             | Kyle Lowry (11)    | Scotiabank Arena           | 33 - 14 |
| 48    | 30 janvier | @ Cleveland     | V 115-109      | Serge Ibaka (26)   | Fred VanVleet (7)            | Fred VanVleet (12) | Rocket Mortgage FieldHouse | 34 - 14 |
| 49    | 31 janvier | @ Détroit       | V 105-92       | Pascal Siakam (30) | Fred VanVleet (8)            | Fred VanVleet (9)  | Little Caesars Arena       | 35 - 14 |

| Match                  | Date match | Équipe     | Score     | Meilleur marqueur  | Meilleur rebondeur          | Meilleur passeur  | Lieux                   | Série   |
| ---------------------- | ---------- | ---------- | --------- | ------------------ | --------------------------- | ----------------- | ----------------------- | ------- |
| 50                     | 2 février  | Chicago    | V 129-102 | Terence Davis (31) | Pascal Siakam (9)           | Fred VanVleet (8) | Scotiabank Arena        | 36 - 14 |
| 51                     | 5 février  | Indiana    | V 119-118 | Kyle Lowry (32)    | Pascal Siakam (9)           | Kyle Lowry (10)   | Scotiabank Arena        | 37 - 14 |
| 52                     | 7 février  | @ Indiana  | V 115-106 | Serge Ibaka (22)   | Serge Ibaka (10)            | Kyle Lowry (11)   | Bankers Life Fieldhouse | 38 - 14 |
| 53                     | 8 février  | Brooklyn   | V 119-118 | Fred VanVleet (29) | Terence Davis (8)           | Fred VanVleet (6) | Scotiabank Arena        | 39 - 14 |
| 54                     | 10 février | Minnesota  | V 137-126 | Pascal Siakam (34) | OG Anunoby (12)             | Kyle Lowry (11)   | Scotiabank Arena        | 40 - 14 |
| 55                     | 12 février | @ Brooklyn | D 91-101  | Serge Ibaka (28)   | Kyle Lowry (11)             | Kyle Lowry (12)   | Barclays Center         | 40 - 15 |
| NBA All-Star Game 2020 |            |            |           |                    |                             |                   |                         |         |
| 56                     | 21 février | Phoenix    | V 118-101 | Pascal Siakam (37) | Pascal Siakam (12)          | Kyle Lowry (10)   | Scotiabank Arena        | 41 - 15 |
| 57                     | 23 février | Indiana    | V 127-81  | Pascal Siakam (21) | Serge Ibaka (15)            | Kyle Lowry (11)   | Scotiabank Arena        | 42 - 15 |
| 58                     | 25 février | Milwaukee  | D 97-108  | Pascal Siakam (22) | Rondae Hollis-Jefferson (8) | Kyle Lowry (6)    | Scotiabank Arena        | 42 - 16 |
| 59                     | 28 février | Charlotte  | D 96-99   | Pascal Siakam (24) | Trois joueurs (9)           | Kyle Lowry (6)    | Scotiabank Arena        | 42 - 17 |

| Match | Date match | Équipe         | Score     | Meilleur marqueur  | Meilleur rebondeur  | Meilleur passeur  | Lieux                      | Série   |
| ----- | ---------- | -------------- | --------- | ------------------ | ------------------- | ----------------- | -------------------------- | ------- |
| 60    | 1er mars   | @ Denver       | D 118-133 | OG Anunoby (32)    | Anunoby, Siakam (7) | Kyle Lowry (8)    | Pepsi Center               | 42 - 18 |
| 61    | 3 mars     | @ Phoenix      | V 123-114 | Pascal Siakam (33) | Chris Boucher (15)  | Kyle Lowry (6)    | Talking Stick Resort Arena | 43 - 18 |
| 62    | 5 mars     | @ Golden State | V 121-113 | Norman Powell (37) | Serge Ibaka (13)    | Kyle Lowry (10)   | Chase Center               | 44 - 18 |
| 63    | 8 mars     | @ Sacramento   | V 118-113 | Norman Powell (31) | Serge Ibaka (10)    | Kyle Lowry (8)    | Golden 1 Center            | 45 - 18 |
| 64    | 9 mars     | @ Utah         | V 101-92  | Ibaka, Siakam (27) | Serge Ibaka (13)    | Pascal Siakam (8) | Vivint Smart Home Arena    | 46 - 18 |

| Match | Date match | Équipe         | Score | Meilleur marqueur | Meilleur rebondeur | Meilleur passeur | Lieux                   | Série |
| ----- | ---------- | -------------- | ----- | ----------------- | ------------------ | ---------------- | ----------------------- | ----- |
| -     | Annulé     | Détroit        |       |                   |                    |                  | Scotiabank Arena        | -     |
| -     | Annulé     | Golden State   |       |                   |                    |                  | Scotiabank Arena        | -     |
| -     | Annulé     | @ Philadelphie |       |                   |                    |                  | Wells Fargo Center      | -     |
| -     | Annulé     | Boston         |       |                   |                    |                  | Scotiabank Arena        | -     |
| -     | Annulé     | Denver         |       |                   |                    |                  | Scotiabank Arena        | -     |
| -     | Annulé     | L.A. Lakers    |       |                   |                    |                  | Scotiabank Arena        | -     |
| -     | Annulé     | @ New York     |       |                   |                    |                  | Madison Square Garden   | -     |
| -     | Annulé     | @ Memphis      |       |                   |                    |                  | FedExForum              | -     |
| -     | Annulé     | Memphis        |       |                   |                    |                  | Scotiabank Arena        | -     |
| -     | Annulé     | @ Milwaukee    |       |                   |                    |                  | Fiserv Forum            | -     |
| -     | Annulé     | Milwaukee      |       |                   |                    |                  | Scotiabank Arena        | -     |
| -     | Annulé     | @ Houston      |       |                   |                    |                  | Toyota Center           | -     |
| -     | Annulé     | @ Washington   |       |                   |                    |                  | Capital One Arena       | -     |
| -     | Annulé     | @ Charlotte    |       |                   |                    |                  | Spectrum Center         | -     |
| -     | Annulé     | Atlanta        |       |                   |                    |                  | Scotiabank Arena        | -     |
| -     | Annulé     | New York       |       |                   |                    |                  | Scotiabank Arena        | -     |
| -     | Annulé     | @ Miami        |       |                   |                    |                  | American Airlines Arena | -     |
| -     | Annulé     | @ Orlando      |       |                   |                    |                  | Amway Center            | -     |

| Match | Date match | Équipe         | Score     | Meilleur marqueur    | Meilleur rebondeur  | Meilleur passeur     | Lieux                | Série   |
| ----- | ---------- | -------------- | --------- | -------------------- | ------------------- | -------------------- | -------------------- | ------- |
| 65    | 1er août   | L.A. Lakers    | V 107-92  | Kyle Lowry (33)      | Kyle Lowry (14)     | Fred VanVleet (11)   | AdventHealth Arena   | 47 - 18 |
| 66    | 3 août     | @ Miami        | V 107-103 | Fred VanVleet (36)   | Kyle Lowry (8)      | Lowry, Powell (5)    | The Field House      | 48 - 18 |
| 67    | 5 août     | @ Orlando      | V 109-99  | Fred VanVleet (21)   | Ibaka, Lowry (9)    | Lowry, VanVleet (10) | VISA Athletic Center | 49 - 18 |
| 68    | 7 août     | Boston         | D 100-122 | Fred VanVleet (13)   | Marc Gasol (9)      | Gasol, VanVleet (4)  | AdventHealth Arena   | 49 - 19 |
| 69    | 9 août     | Memphis        | V 108-99  | Pascal Siakam (26)   | Serge Ibaka (12)    | Kyle Lowry (8)       | VISA Athletic Center | 50 - 19 |
| 70    | 10 août    | @ Milwaukee    | V 114-106 | Chris Boucher (25)   | Chris Boucher (11)  | Marc Gasol (8)       | The Field House      | 51 - 19 |
| 71    | 12 août    | @ Philadelphie | V 125-121 | Boucher, Lowry (19)  | Boucher, Siakam (9) | Fred VanVleet (6)    | The Field House      | 52 - 19 |
| 72    | 14 août    | Denver         | V 117-109 | Stanley Johnson (23) | Chris Boucher (9)   | Stanley Johnson (6)  | The Field House      | 53 - 19 |

### Playoffs
| Playoffs Total: 7-4 (Domicile : 2-4; Extérieur : 5-0) |

| Match | Date match | Équipe     | Score     | Meilleur marqueur  | Meilleur rebondeur | Meilleur passeur   | Lieux              | Série |
| ----- | ---------- | ---------- | --------- | ------------------ | ------------------ | ------------------ | ------------------ | ----- |
| 1     | 17 août    | Brooklyn   | V 134-110 | Fred VanVleet (30) | Pascal Siakam (11) | Fred VanVleet (11) | AdventHealth Arena | 1 - 0 |
| 2     | 19 août    | Brooklyn   | V 104-99  | Fred VanVleet (24) | Kyle Lowry (9)     | Fred VanVleet (10) | AdventHealth Arena | 2 - 0 |
| 3     | 21 août    | @ Brooklyn | V 117-92  | Pascal Siakam (26) | Serge Ibaka (13)   | Kyle Lowry (9)     | The Field House    | 3 - 0 |
| 4     | 23 août    | @ Brooklyn | V 150-122 | Norman Powell (29) | Serge Ibaka (15)   | Pascal Siakam (10) | The Field House    | 4 - 0 |

| Match | Date match    | Équipe   | Score           | Meilleur marqueur  | Meilleur rebondeur | Meilleur passeur    | Lieux              | Série |
| ----- | ------------- | -------- | --------------- | ------------------ | ------------------ | ------------------- | ------------------ | ----- |
| 1     | 30 août       | Boston   | D 94-112        | Kyle Lowry (17)    | Serge Ibaka (9)    | Lowry, VanVleet (8) | The Field House    | 0 - 1 |
| 2     | 1er septembre | Boston   | D 99-102        | OG Anunoby (20)    | Serge Ibaka (9)    | Lowry, VanVleet (7) | The Field House    | 0 - 2 |
| 3     | 3 septembre   | @ Boston | V 104-103       | Kyle Lowry (31)    | OG Anunoby (10)    | Kyle Lowry (8)      | The Field House    | 1 - 2 |
| 4     | 5 septembre   | @ Boston | V 100-93        | Pascal Siakam (23) | Lowry, Siakam (11) | Kyle Lowry (7)      | The Field House    | 2 - 2 |
| 5     | 7 septembre   | Boston   | D 89-111        | Fred VanVleet (18) | OG Anunoby (7)     | Lowry, VanVleet (5) | The Field House    | 2 - 3 |
| 6     | 9 septembre   | @ Boston | V 125-122 (2OT) | Kyle Lowry (33)    | OG Anunoby (13)    | Fred VanVleet (7)   | The Field House    | 3 - 3 |
| 7     | 11 septembre  | Boston   | D 87-92         | Fred VanVleet (20) | Pascal Siakam (11) | Fred VanVleet (6)   | AdventHealth Arena | 3 - 4 |

### Confrontations en saison régulière
| Conférence Est      | Conférence Est                             | Conférence Est                             | Conférence Est                             | Conférence Est                             | Conférence Ouest                           | Conférence Ouest                           | Conférence Ouest                           |
| Division Atlantique | Division Atlantique                        | Division Atlantique                        | Division Atlantique                        | Division Atlantique                        | Division Nord-Ouest                        | Division Nord-Ouest                        | Division Nord-Ouest                        |
| Équipe              | Domicile                                   | Domicile                                   | Extérieur                                  | Extérieur                                  | Équipe                                     | Domicile                                   | Extérieur                                  |
| ------------------- | ------------------------------------------ | ------------------------------------------ | ------------------------------------------ | ------------------------------------------ | ------------------------------------------ | ------------------------------------------ | ------------------------------------------ |
| Boston              | 102-118                                    |                                            | 106-112                                    | 113-97                                     | Denver                                     |                                            | 118-133                                    |
| Brooklyn            | 110-102                                    | 119-118                                    | 121-102                                    | 91-101                                     | Minnesota                                  | 137-126                                    | 122-112                                    |
| New York            | 126-98                                     |                                            | 118-112                                    |                                            | Oklahoma City                              | 97-98                                      | 130-121                                    |
| Philadelphie        | 101-96                                     | 107-95                                     | 104-110                                    |                                            | Portland                                   | 99-101                                     | 114-106                                    |
|                     |                                            |                                            |                                            |                                            | Utah                                       | 130-110                                    | 101-92                                     |
| Matchs à Orlando    |                                            |                                            |                                            |                                            |                                            |                                            |                                            |
| Boston              | 100-122                                    |                                            |                                            |                                            | Denver                                     | 117-109                                    |                                            |
| Philadelphie        |                                            |                                            | 125-121                                    |                                            |                                            |                                            |                                            |
|                     | 5–2                                        | 5–2                                        | 4–3                                        | 4–3                                        |                                            | 3–2                                        | 4–1                                        |
| Division            | 9–5                                        | 9–5                                        | 9–5                                        | 9–5                                        | Division                                   | 7–3                                        | 7–3                                        |
| Division Centrale   | Division Centrale                          | Division Centrale                          | Division Centrale                          | Division Centrale                          | Division Pacifique                         | Division Pacifique                         | Division Pacifique                         |
| Équipe              | Domicile                                   | Domicile                                   | Extérieur                                  | Extérieur                                  | Équipe                                     | Domicile                                   | Extérieur                                  |
| Chicago             | 129-102                                    |                                            | 108-84                                     | 93-92                                      | Golden State                               |                                            | 121-113                                    |
| Cleveland           | 133-113                                    | 117-97                                     | 115-109                                    |                                            | L.A. Clippers                              | 92-112                                     | 88-98                                      |
| Detroit             | 125-113                                    |                                            | 112-99                                     | 105-92                                     | L.A. Lakers                                |                                            | 113-104                                    |
| Indiana             | 119-118                                    | 127-81                                     | 115-120 (OT)                               | 115-106                                    | Phoenix                                    | 118-101                                    | 123-114                                    |
| Milwaukee           | 97-108                                     |                                            | 105-115                                    |                                            | Sacramento                                 | 124-120                                    | 118-113                                    |
| Matchs à Orlando    |                                            |                                            |                                            |                                            |                                            |                                            |                                            |
| Milwaukee           |                                            |                                            | 114-106                                    |                                            | L.A. Lakers                                | 107-92                                     |                                            |
|                     | 6–1                                        | 6–1                                        | 7–2                                        | 7–2                                        |                                            | 3–1                                        | 4–1                                        |
| Division            | 13–3                                       | 13–3                                       | 13–3                                       | 13–3                                       | Division                                   | 7–2                                        | 7–2                                        |
| Division Sud-Est    | Division Sud-Est                           | Division Sud-Est                           | Division Sud-Est                           | Division Sud-Est                           | Division Sud-Ouest                         | Division Sud-Ouest                         | Division Sud-Ouest                         |
| Équipe              | Domicile                                   | Domicile                                   | Extérieur                                  | Extérieur                                  | Équipe                                     | Domicile                                   | Extérieur                                  |
| Atlanta             | 130-114                                    |                                            | 119-116                                    | 122-117                                    | Dallas                                     | 110-107                                    | 102-110                                    |
| Charlotte           | 132-96                                     | 96-99                                      | 112-110 (OT)                               |                                            | Houston                                    | 109-119                                    |                                            |
| Miami               | 110-121 (OT)                               |                                            | 76-84                                      |                                            | Memphis                                    |                                            |                                            |
| Orlando             | 104-95                                     | 113-97                                     | 90-83                                      |                                            | New Orleans                                | 130-122 (OT)                               | 122-104                                    |
| Washington          | 122-118                                    | 140-111                                    |                                            |                                            | San Antonio                                | 104-105                                    | 110-106                                    |
| Matchs à Orlando    |                                            |                                            |                                            |                                            |                                            |                                            |                                            |
| Miami               |                                            |                                            | 107-103                                    |                                            | Memphis                                    | 108-99                                     |                                            |
| Orlando             |                                            |                                            | 109-99                                     |                                            |                                            |                                            |                                            |
|                     | 6–2                                        | 6–2                                        | 6–1                                        | 6–1                                        |                                            | 3–2                                        | 2–1                                        |
| Division            | 12–3                                       | 12–3                                       | 12–3                                       | 12–3                                       | Division                                   | 5–3                                        | 5–3                                        |
| Conférence          | 34–11 (Domicile : 17–5; Extérieur : 17–6)  | 34–11 (Domicile : 17–5; Extérieur : 17–6)  | 34–11 (Domicile : 17–5; Extérieur : 17–6)  | 34–11 (Domicile : 17–5; Extérieur : 17–6)  | Conférence                                 | 19–8 (Domicile : 9–5; Extérieur : 10–3)    | 19–8 (Domicile : 9–5; Extérieur : 10–3)    |
| Total               | 53–19 (Domicile : 26–10; Extérieur : 27–9) | 53–19 (Domicile : 26–10; Extérieur : 27–9) | 53–19 (Domicile : 26–10; Extérieur : 27–9) | 53–19 (Domicile : 26–10; Extérieur : 27–9) | 53–19 (Domicile : 26–10; Extérieur : 27–9) | 53–19 (Domicile : 26–10; Extérieur : 27–9) | 53–19 (Domicile : 26–10; Extérieur : 27–9) |

## Classements de la saison régulière
| Conférence Est | Conférence Est         | Conférence Est | Conférence Est | Conférence Est | Conférence Est | Conférence Est | Conférence Est |
| No             | Franchise              | Vic.           | Déf.           | MJ             | V/D            | GB             |                |
| -------------- | ---------------------- | -------------- | -------------- | -------------- | -------------- | -------------- | -------------- |
| 1              | Bucks de Milwaukee     | 56             | 17             | 73             | .767           | –              |                |
| 2              | Raptors de Toronto     | 53             | 19             | 72             | .736           | 2.5            |                |
| 3              | Celtics de Boston      | 48             | 24             | 72             | .667           | 7.5            |                |
| 4              | Pacers de l'Indiana    | 45             | 28             | 73             | .616           | 11             |                |
| 5              | Heat de Miami          | 44             | 29             | 73             | .603           | 12             |                |
| 6              | 76ers de Philadelphie  | 43             | 30             | 73             | .589           | 13             |                |
| 7              | Nets de Brooklyn       | 35             | 37             | 72             | .486           | 20.5           |                |
| 8              | Magic d'Orlando        | 33             | 40             | 73             | .452           | 23             |                |
|                |                        |                |                |                |                |                |                |
| 9              | Wizards de Washington¹ | 25             | 47             | 72             | .347           | 30.5           |                |
| 10             | Hornets de Charlotte   | 23             | 42             | 65             | .354           | 29             |                |
| 11             | Bulls de Chicago       | 22             | 43             | 65             | .338           | 30             |                |
| 12             | Knicks de New York     | 21             | 45             | 66             | .318           | 31.5           |                |
| 13             | Pistons de Détroit     | 20             | 46             | 66             | .303           | 32.5           |                |
| 14             | Hawks d'Atlanta        | 20             | 47             | 67             | .299           | 33             |                |
| 15             | Cavaliers de Cleveland | 19             | 46             | 65             | .292           | 33             |                |

| Division Atlantique   | V  | D  | MJ | V/D  | GB   | Dom   | Ext   | Div  |
| --------------------- | -- | -- | -- | ---- | ---- | ----- | ----- | ---- |
| Raptors de Toronto    | 53 | 19 | 72 | .736 | –    | 26–10 | 27–9  | 9–5  |
| Celtics de Boston     | 48 | 24 | 72 | .667 | 4.5  | 26–10 | 22–14 | 9–6  |
| 76ers de Philadelphie | 43 | 30 | 73 | .589 | 10.5 | 31–4  | 12–26 | 11–5 |
| Nets de Brooklyn      | 35 | 37 | 72 | .486 | 17.5 | 20–16 | 15–21 | 6–10 |
| Knicks de New York    | 21 | 45 | 66 | .318 | 28.5 | 11–22 | 10–23 | 2–11 |

## Effectif

### Effectif actuel
| Raptors de Toronto Effectif actuel                             |    |                         |                         |                  |
| Entraîneur : Nick Nurse                                        |    |                         |                         |                  |
| Ailier / Ailier fort                                           | 3  | Drapeau de l'Angleterre | OG Anunoby              | Indiana          |
| Ailier fort / Pivot                                            | 25 | /                       | Chris Boucher           | Oregon           |
| Ailier / Ailier fort                                           | 12 | Drapeau du Canada       | Oshae Brissett (R) (TW) | Syracuse         |
| Meneur / Arrière                                               | 0  | Drapeau des États-Unis  | Terence Davis (R)       | Ole Miss         |
| Pivot                                                          | 33 | Drapeau de l'Espagne    | Marc Gasol              | CB Girona        |
| Ailier fort / Pivot                                            | 20 | Drapeau des États-Unis  | Dewan Hernandez (R)     | Miami            |
| Ailier / Ailier fort                                           | 4  | Drapeau des États-Unis  | Rondae Hollis-Jefferson | Arizona          |
| Ailier fort / Pivot                                            | 9  | /                       | Serge Ibaka             | Bàsquet Manresa  |
| Ailier                                                         | 5  | Drapeau des États-Unis  | Stanley Johnson         | Arizona          |
| Meneur                                                         | 7  | Drapeau des États-Unis  | Kyle Lowry (C)          | Villanova        |
| Arrière / Ailier                                               | 22 | Drapeau des États-Unis  | Patrick McCaw           | UNLV             |
| Ailier                                                         | 13 | Drapeau des États-Unis  | Malcolm Miller          | Holy Cross       |
| Arrière                                                        | 24 | Drapeau des États-Unis  | Norman Powell           | UCLA             |
| Ailier fort                                                    | 43 | Drapeau du Cameroun     | Pascal Siakam           | New Mexico State |
| Arrière                                                        | 21 | Drapeau des États-Unis  | Matt Thomas (R)         | Iowa State       |
| Meneur                                                         | 23 | Drapeau des États-Unis  | Fred VanVleet           | Wichita State    |
| Arrière                                                        | 1  | Drapeau des États-Unis  | Paul Watson (R) (TW)    | Fresno State     |
| (C) - Capitaine, (R) - Rookie, (TW) - Two-way contract, Blessé |    |                         |                         |                  |

## Récompenses durant la saison
Récapitulatif des récompenses obtenues par les joueurs de l'équipe durant la saison.
| Date                      | Joueur        | Récompense                                  |
| ------------------------- | ------------- | ------------------------------------------- |
| 4 novembre - 10 novembre  | Pascal Siakam | Joueur de la semaine dans la conférence Est |
| Octobre / Novembre        | Nick Nurse    | Entraîneur du mois de la conférence Est     |
| 16 décembre - 22 décembre | Kyle Lowry    | Joueur de la semaine dans la conférence Est |
| 20 janvier - 26 janvier   | Pascal Siakam | Joueur de la semaine dans la conférence Est |
| Janvier                   | Nick Nurse    | Entraîneur du mois de la conférence Est     |
| 16 février                | Pascal Siakam | ☆ All-Star 2020 ☆                           |
| 16 février                | Kyle Lowry    | ☆ All-Star 2020 ☆                           |
| 2 mars - 8 mars           | Norman Powell | Joueur de la semaine dans la conférence Est |
| 22 août                   | Nick Nurse    | NBA Coach of the Year                       |
| 15 septembre              | Terence Davis | NBA All-Rookie Second Team                  |
| 16 septembre              | Pascal Siakam | All-NBA Second Team                         |

## Transactions
Le détail des différents contrats signés par l'équipe est disponible dans la section supérieure des contrats des joueurs, avec les montants des salaires.

### Joueurs qui re-signent
| Date       | Joueur        |
| ---------- | ------------- |
| 07/07/2019 | Patrick McCaw |

### Extension de contrat
| Date       | Joueur        | Extension                                                |
| ---------- | ------------- | -------------------------------------------------------- |
| 13/10/2019 | Kyle Lowry    | 30 500 000 $ sur 1 an à partir de la saison 2020-2021.   |
| 21/10/2019 | Pascal Siakam | 129 920 000 $ sur 4 ans à partir de la saison 2020-2021. |

### Options dans les contrats
| Date       | Joueur        | Option                                                                      |
| ---------- | ------------- | --------------------------------------------------------------------------- |
| 23/06/2019 | Kawhi Leonard | Kawhi Leonard décline son option joueur.                                    |
| 26/06/2019 | Marc Gasol    | Marc Gasol exerce son option joueur.                                        |
| 04/10/2019 | OG Anunoby    | Toronto active son option d'équipe de 3 872 215 $ pour la saison 2020-2021. |

## Arrivées

### Draft
| Date       | Joueur                | Provenance                 |
| ---------- | --------------------- | -------------------------- |
| 11/07/2019 | Dewan Hernandez (#59) | Hurricanes de Miami (NCAA) |

### Agents libres
| Date       | Joueur                  | Provenance                           |
| ---------- | ----------------------- | ------------------------------------ |
| 10/07/2019 | Terence Davis           | Rebels d'Ole Miss (NCAA)             |
| 10/07/2019 | Stanley Johnson         | Pelicans de La Nouvelle-Orléans      |
| 17/07/2019 | Rondae Hollis-Jefferson | Nets de Brooklyn                     |
| 18/07/2019 | Matt Thomas             | Valence Basket Club                  |
| 20/07/2019 | Oshae Brissett          | Orange de Syracuse (NCAA)            |
| 20/07/2019 | Sagaba Konate           | Mountaineers de West Virginia (NCAA) |
| 22/07/2019 | Devin Robinson          | Wizards de Washington                |
| 24/07/2019 | Cameron Payne           | Cavaliers de Cleveland               |
| 19/09/2019 | Isaiah Taylor           | Cavaliers de Cleveland               |
| 17/10/2019 | Matt Morgan             | Big Red de Cornell (G-League)        |
| 19/10/2019 | Tyler Ennis             | Fenerbahçe SK                        |

### Two-way contracts
| Date       | Joueur         | Provenance                |
| ---------- | -------------- | ------------------------- |
| 21/10/2019 | Oshae Brissett | Orange de Syracuse (NCAA) |
| 22/10/2019 | Shamorie Ponds | Rockets de Houston        |
| 15/01/2020 | Paul Watson    | Hawks d'Atlanta           |

## Départs

### Agents libres
| Date       | Joueur        | Nouvelle équipe¹        |
| ---------- | ------------- | ----------------------- |
| 01/07/2019 | Danny Green   | Lakers de Los Angeles   |
| 01/07/2019 | Kawhi Leonard | Clippers de Los Angeles |
| 01/07/2019 | Jeremy Lin    | Beijing Ducks           |
| 01/07/2019 | Jodie Meeks   |                         |
| 01/07/2019 | Eric Moreland | Thunder d'Oklahoma City |

### Joueurs coupés
| Date       | Joueur         | Nouvelle équipe¹ |
| ---------- | -------------- | ---------------- |
| 02/08/2019 | Jordan Loyd    |                  |
| 15/01/2020 | Shamorie Ponds |                  |

¹ Il s'agit de l’équipe pour laquelle le joueur a signé après son départ, il a pu entre-temps changer d'équipe ou encore de pays.

### Joueurs non retenus au training camp
Liste des joueurs non retenus pour commencer la saison NBA.
| Joueur         |
| -------------- |
| Tyler Ennis    |
| Sagaba Konate  |
| Matt Morgan    |
| Cameron Payne  |
| Devin Robinson |
| Isaiah Taylor  |

## Situation à la fin de saison

### Joueurs "agents libres"
| Joueur                  | Fin de saison         |
| ----------------------- | --------------------- |
| Chris Boucher           | Agent libre restreint |
| Oshae Brissett          | Agent libre restreint |
| Marc Gasol              | Agent libre           |
| Rondae Hollis-Jefferson | Agent libre           |
| Serge Ibaka             | Agent libre           |
| Malcolm Miller          | Agent libre restreint |
| Fred VanVleet           | Agent libre           |
| Paul Watson             | Agent libre restreint |

### Options en fin de saison
| Joueur          | Fin de saison  |
| --------------- | -------------- |
| Stanley Johnson | Option joueur. |